# Стойкость (фильм)
«Стойкость» (англ. Shockproof) — фильм нуар режиссёра Дугласа Сирка, который вышел на экраны в 1949 году.
Фильм рассказывает о бывшей заключённой Дженни Марш (Патриция Найт), которую выпускают условно-досрочно под надзор инспектора Гриффа Мэрата (Корнел Уайлд). Она не желает подчиняться правилам и продолжает поддерживать связь со своим бывшим любовником, полукриминальным азартным игроком Гарри Вессоном (Джон Барагрей). Тем не менее между Гриффом и Дженни начинается роман, и вскоре в нарушение условий удо они женятся, а затем вынуждены податься в бега, когда Дженни становится подозреваемой в покушении на убийство Гарри.
После выхода на экраны фильм получил невысокие оценки критики, однако современные киноведы оценивают фильм достаточно позитивно, отмечая по-журналистски острый сценарий Сэмюэла Фуллера и необычную постановку Дугласа Сирка, а также неплохую игру Патриции Найт. Вместе с тем, практически все критики сходятся на том, что студия Columbia сильно навредила картине, снабдив её совершенно неуместным хэппи-эндом.
Исполнители главных ролей Уайлд и Найт на момент создания фильма были мужем и женой.
В 1964 году известный британский художник Ричард Хэмилтон использовал кадр из фильма с Найт для создания серии своих картин в стиле поп-арт.

## Сюжет
В Лос-Анджелесе молодая и красивая Дженни Марш (Патриция Найт), отбыв пятилетний срок тюремного заключения за убийство, получает условно-досрочное освобождение. В бюро по надзору условно-досрочно освобождёнными она знакомится со своим инспектором, аккуратным молодым чиновником Гриффом Мэратом (Корнел Уайлд). Грифф зачитывает Дженни список правил, связанных в её новым статусом, включающий, в частности, необходимость ежедневной регистрации в бюро по удо, запрет на употребление спиртных напитков и ношение оружия, запрет уезжать из города и поддерживать отношения с криминальными или сомнительными личностями, а также выходить замуж. Отдельно Грифф предупреждает Дженни, чтобы она держалась подальше от Гарри Вессона (Джон Барагрей), в которого она была влюблена и ради которого убила человека. Гриф помогает Дженни снять комнату и находит работу, тем не менее, вскоре она возобновляет отношения с обеспеченным элегантным Гарри, который занимается тёмными делами в сфере азартных игр. Некоторое время спустя в нелегальной букмекерской точке Гарри договаривается с местным подпольным дельцом, чтобы тот помог организовать перевод Дженни в Сан-Франциско, где не было бы столь пристального контроля со стороны инспектора по удо, что дало бы Гарри возможность спокойно встречаться с Дженни. В этот момент полиция проводит в конторе облаву, забирая Дженни в участок. За нарушение правил удо ей грозит возвращение в тюрьму, однако Грифф уговаривает начальство дать ей ещё один шанс, заверяя, что девушка встала на путь исправления. Он направляет Дженни к психиатру, которая подтверждает его мнение. Вскоре Гарри приглашает Дженни на ужин, однако когда она выходит из дома, то видит подъехавшего на машине Гриффа, который также приглашает её на ужин к себе домой. Опасаясь сказать, что её пригласил Гарри, Дженни садится в машину Гриффа, который по дороге подбирает своего юного брата Томми (Чарльз Бейтс) вместе с приятелем, а также Фреда Бауэра (Расселл Коллинс), ещё одного выпущенного по удо, который очень благодарен Гриффу за то, что тот для него сделал. Дома всю компанию встречает слепая мать Гриффа (Эстер Минчотти). Во время разговора Дженни защищает Гарри, заявляя, что он единственный человек, который когда-либо был к ней добр, и потому ради него она готова пойти на всё, включая убийство. Так как после облавы Дженни потеряла работу, Грифф предлагает ей ухаживать за своей матерью в обмен на комнату в их доме и питание. Дженни быстро устанавливает тёплые отношения как с матерью Гриффа, так и с его братом Томми, и её настроение меняется к лучшему. Тем не менее, она замечает, что Грифф стал проявлять к ней не просто заботу и внимание, но и романтический интерес. Опасаясь неладного, Дженни обращается к Гарри с тем, чтобы он ускорил её перевод в Сан-Франциско, однако тот, узнав о влюблённости в неё со стороны Гриффа, предлагает ей поощрить его чувства, тем самым рассчитывая шантажом поставить инспектора в зависимость от себя. Некоторое время спустя Грифф говорит Дженни, что в его офис поступил запрос на её перевод в Сан-Франциско, догадываясь, что его мог организовать Гарри. Однако когда Дженни отказывается от перевода, Грифф воспринимает это очень эмоционально как знак отношения к себе лично, и тут же делает ей предложение. Дженни отказывает Гриффу, так как замужество станет нарушением правил удо, однако Гарри при очередной встрече уговаривает её вступить в брак, чтобы ещё крепче взять под контроль Гриффа, который имеет определённые политические амбиции. Дженни не хочет следовать плану Гарри и пытается бежать, однако Грифф успевает перехватить её в аэропорту, где всё-таки уговаривает её тайно пожениться.
Сразу после свадьбы Дженни начинает вести жизнь добропорядочной домохозяйки в доме Гриффа, избегая любых контактов с Гарри. Не выдержав, он приходит в дом Гриффа, где сталкивается с вернувшимся с работы Гриффом. Между мужчинами возникает словесная перепалка, быстро переходящая в драку, и Грифф выталкивает Гарри из дома. Некоторое время спустя Гарри звонит Гриффу, сообщая, хочет обсудить с ним некоторую информацию о его жене, после чего связь резко прерывается. Немедленно приехав к Гарри домой, Грифф видит, что тот лежит на полу без сознания с огнестрельным ранением, сжимая в руке записку от Дженни с просьбой увезти её подальше от Гриффа. Грифф вызывает скорую помощь, а сам немедленно направляется домой, чтобы найти там Дженни, которая, как он полагает, и стреляла в Гарри. Первоначально он хочет передать Дженни в руки полиции, однако мать убеждает Гриффа, что девушка стреляла в Гарри из любви к нему. Пока Грифф везёт Дженни в полицейский участок, она рассказывает ему, что произошло: Гарри вызывал её к себе домой, где заявил, что добыл информацию о регистрации брака между ней и Гриффом. С помощью шантажа Гарри стал требовать, чтобы она выполняла его указания в отношении Гриффа. После отказа Дженни иметь с ним дело, Гарри снял трубку, чтобы позвонить Гриффу, и в этот момент Дженни выхватила пистолет из стола Гарри и выстрелила в него, после чего скрылась. Выслушав её рассказ, Грифф резко разворачивает машину и решает бежать вместе с Дженни в Мексику. Вскоре информация о ранении Гарри и о розыске в этой связи Дженни и Гриффа поступает в полицейские участки по всему штату, а также в пограничную службу, и в итоге у самой границы Гриф вынужден развернуть машину и бежать вглубь страны. Вскоре у пары кончаются деньги, однако Грифф не в состоянии устроится на работу из-за угрозы быть разоблачённым. В итоге он доходит до того, что крадёт еду для Дженни, однако они не могут пользоваться ворованным и выбрасывают всё в мусорный бак. Вскоре они вынуждены бросить и машину, которая находится в розыске, и, скрываясь от преследования, угоняют чужой автомобиль. Бросив его, они пересаживаются на автобус, который перевозит их в соседний штат. Там Дженни перекрашивается из блондинки в брюнетку, а Гриффу удаётся получить работу на нефтепромысле. Однако вскоре в одной из местных газет выходит большой репортаж о них как о преступной паре влюблённых в бегах. Увидев свои фотографии в газете, Дженни настолько пугается, что уговаривает Гриффа немедленно пойти в полицию и во всём сознаться. Полиция приводит Дженни и Гриффа на опознание к Гарри, который всё ещё проходит курс лечения в больнице после огнестрельного ранения. Однако вопреки ожиданиям, Гарри, посмотрев на Дженни и на Гриффа, вдруг заявляет, что выстрел стал результатом несчастного случая, и он не имеет к Дженни никаких претензий. Что же касается бегства Дженни в период удо, то, как заявляет Грифф, она постоянно находилась под наблюдением своего инспектора. Полиция отпускает пару, которая может теперь жить спокойной жизнью.

## В ролях
- Корнел Уайлд — Грифф Мэрат
- Патриция Найт — Дженни Марш
- Джон Барагрей — Гарри Вессон
- Эстер Минчотти — миссис Мэрат
- Говард Сент-Джон — Сэм Брукс
- Расселл Коллинз — Фредерик Бауэр
- Чарльз Бейтс — Томми Мэрат

## История создания фильма
Как пишет историк кино Ричард Харланд Смит, фильм поставлен по одному из ранних сценариев Сэма Фуллера, который незадолго до того вернулся со службы на Второй мировой войне и только что отверг 7-летний контракт с Metro-Goldwyn-Mayer. Первый вариант сценария, который был написан Фуллером, носил название «Влюблённые» (таким же было и рабочее название фильма). Как говорил Фуллер в одном из интервью 1960-х годов, в нём рассказывалось «о женщине, которая, чтобы вернуть любимого, выходит замуж за другого». Независимый продюсер купил права на сценарий и принёс его в Columbia, где Дуглас Сирк, который в то время был контрактным режиссёром студии, получил задание поставить по этому сценарию фильм.Как написал кинокритик Мэтт Золлер Зейтц, «позднее Сирк говорил, что согласился поставить этот фильм, потому что он был посвящён его любимой теме — цене, которая платится за пренебрежение к запретам».
По словам Брюса Беннетта, из The New York Sun, «фильм стал примером умного сотрудничества режиссёра и сценариста, что часто придавало дополнительную мощь голливудским фильмам категории В 1940-х годов», хотя «в реальной жизни Сирк и Фуллер никогда не встречались». Как написал Джон Холлидэй в книге «Сирк о Сирке», режиссёр позднее вспоминал, что в изначальном «финале Фуллера было что-то великое». Но руководство Columbia считало по-другому, и поручило своему штатному сценаристу Хелен Дойч «лишить когтей взрывоопасную и провокационную историю Фуллера». Как пишет Ричард Харланд Смит, «руководители студии Columbia потребовали не только изменить название, но и поручили Хелен Дойч сгладить острые углы „мощного“ (по словам Сирка) сценария Фуллера».
Как пишет Дэвид Хоган, «в прошлом Фуллер был криминальным репортёром и романистом, что неизбежно тянуло его в направлении острого драматизма». Соответственно, в его варианте сценария «в кульминационный момент сценария Гриффа убивают, когда он вступает в перестрелку с полицией». Однако студии Columbia не понравилась заключительная часть сценария Фуллера, которая «немного напоминала историю Бонни и Клайда и рассказ об обречённой паре в бегах из фильма „Они живут по ночам“ (1949). Студия хотела получить оптимистичный финал, и потому сценарий отдали Хелен Дойч, которая дописала позитивную и совершенно неправдоподобную концовку». Смит также указывает на то, что «при переписывании сценария была опущена более жестокая концовка, в которой Грифф доказывает свою любовь к Дженни, вступая в перестрелку с полицией. Вместо этого Дойч решила, что беглецы просто сами сдаются властям после того, как осознают тот факт, что они не смогут так дальше жить в мире порядочных людей». Как далее пишет Смит, «в последней сцене, которую поставил не Сирк, любовников в последний момент спасает злодей Гарри Вессон, который лжёт полиции, чтобы снять ответственность с героев в преступлении, таким образом альтруистически прокладывая путь к их счастью как добродетельным мужу и жене». По словам Смита, «это маловероятная, даже смехотворная концовка, которая тем не менее поддерживает центральную тему фильма, что любой человек, не важно насколько он правильный, может стать преступником, если обстоятельства будут против него». Смит отмечает, что «в оригинальном варианте сценария фильм заканчивался отчаянным бунтом Мэрата против системы, которая разделила его и Дженни, однако студия посчитала нужным переписать концовку в позитивном ключе». Гленн Эриксон приводит слова Сирка о том, что «увлекательный сценарий Фуллера первоначально приводил к гибели главного героя», однако, по мнению Эриксона, переделанное «окончание превратило надуманную, но захватывающую романтическую криминальную историю, в полную нелепицу». Зейтц полагает, что смягчение сценария, которое по указанию студии выполнила Дойч, «смазало изначальный финал Фуллера, в котором Грифф жестоко сражается с системой, пытавшейся разделить его и Дженни». В итоге остаются «крутые фразы, метафорически избыточные ситуации (в частности, с мамой Гриффа) и тревожная, хотя и не всегда совершенная игра Уайлда и Найт». По словам Зейтца, «окончательный результат настолько расстроил Сирка, что он на некоторое время даже вернулся в Европу». Тем не менее, по мнению Беннетта, «даже несмотря на правки Дойч, снизившие остроту картины, благодаря безошибочным актёрским репликам Фуллера история наращивает свою энергию от сцены к сцене».
Как указывает Смит, хотя «номинальной звездой картины был Корнел Уайлд, однако фактически центральную роль исполнила Патриция Найт». По словам Хэла Эриксона, эта работа стала «единственной попыткой победительницы конкурса красоты Патриции Найт стать звездой киноэкрана». Перед этой картиной Найт уже сыграла на студии Fox в фильме нуар «Розы красные» (1947), а затем пробовалась на главную роль в фильме Отто Премингера «Эмбер навсегда» (1947), где её партнёром был бы Уайлд, «однако из-за недостатка опыта не прошла по конкурсу». В эту картину Найт попала также во многом по протекции Уайлда, который в то время был её мужем. В 1951 году они развелись, и в том же году Найт фактически завершила свою кинокарьеру.
Как указывает Беннетт, «фильм стал единственной совместной работой двух почитаемых и необычных деятелей кино», имея в виду Фуллера и Сирка. Больше их пути не пересекались, когда в 1950-е годы каждый из них самостоятельно стал подниматься по лестнице коммерческого успеха". По словам Смита, «Сирк остался недоволен опытом работы над этим фильмом и покинул студию Columbia и США, вскоре после завершения фильма, вернувшись в Германию. Возвращение домой однако оказалось далеко не столь приятным, и год спустя Сирк опять приехал в Америку. Для кинокомпании United Artists он сделал „Первый легион“ (1951) с Шарлем Буайе, который широко признан как первый из шедевров Сирка. Впоследствии режиссёр редко вспоминал о фильме „Стойкость“, который считал неудачным».

## Оценка фильма критикой

### Общая оценка фильма
Как написал в «Нью-Йорк Таймс» кинообозреватель Мэтт Золлер Зейтц, после выхода на экраны «фильм не имел успеха ни у критики, ни в финансовом плане». По его мнению, это «проходной фильм», который в жанровом плане представляет собой «наполовину нуар, наполовину мелодраму». Зейтц считает, что это закономерно, так как сценарист Фуллер был склонен к сенсационной остроте тематики, а режиссёр Дуглас Сирк позднее прославился фильмом «Имитация жизни» (1959) и «другими усыпанными драгоценными камнями слезоточивыми мелодрамами». Гленн Эриксон называет картину «восхитительной мешаниной, от которой отреклись как Фуллер, так и режиссёр Сирк». По мнению критика, «после второго убийства фильм буквально разваливается, обнажая дисгармонию образов и неразрешённые нити истории». Эриксон, в частности, обращает внимание на то, что «неожиданное превращение любовников в бродяг выглядит так, что как будто начался второй фильм в то время, как первый ещё не закончился». Удивительно и то, как легко «Грифф бросает работу, беспомощную мать и будущую политическую карьеру. Другие развороты ещё менее убедительны, особенно смехотворный хэппи-энд, который пренебрегает несколькими всё ещё не разрешёнными проблемами с персонажами». В частности, фильм «игнорирует грехопадение Гриффа, а также юридические проблемы Дженни. Совершенно ясно, что оба они должны будут оказаться в тюрьме, а не уходить с улыбками на лицах». Киновед Деннис Шварц назвал фильм «покалеченным непритязательным фильмом, который поставил великий Сирк ещё до того, как он стал великим, по сценарию, которой написал Сэмюэл Фуллер ещё до того, как он начал свою легендарную режиссёрскую карьеру». Как пишет Шварц, «можно было ожидать, что это потрясающая комбинация сценариста и режиссёра даст великий фильм», однако их стили приходят в определённый конфликт, «когда от Фуллера приходит слишком много острой бульварной журналистики, а от Сирка — слишком много мелодрамы». Однако, по мнению Шварца, «что окончательно потопило картину — это вмешательство руководства студии и навязанный им хэппи-энд». Как пишет киновед, «Columbia заставила Хелен Дойч переписать сценарий», в результате чего в нём «оказалось слишком много совпадений и недостаточно достоверности». Как замечает Шварц, «в этом не виноваты ни Фуллер, ни Сирк, которые хотели, чтобы их герой пошёл против несправедливой системы». В итоге «мораль истории теряется из-за надуманного финала, в результате чего он превращается в предсказуемый второразрядный фильм с нуаровыми внешними атрибутами, который хорошо сыгран, но значительно меньше того, чем мог бы стать». Историк кино Леонард Молтин также отмечает, что этот «стильный фильм нуар, к сожалению, проваливается в финале», а Дэвид Хоган пишет: «сказать, что финал картины смехотворен — это всё равно что сказать, что во время урагана появляется ветер».
С другой стороны, киновед Спенсер Селби охарактеризовал фильм как «самый личностный, сложный и провокационный нуар Сирка, несмотря на навязанный студией счастливый конец», а Брюс Беннетт назвал картину «небольшим фильмом с большими достоинствами» и «шедевром Сирка, который вышел из печатной машинки Фуллера». Беннетт отмечает, что фильм стал результатом удачного взаимодействия режиссёра и сценариста, где «написанный с жаром таблоидной журналистики грубоватый, искренний и стремительный сценарий Фуллера отполирован до выставочного качества стилистически изящной работой Сирка». Как отмечается в рецензии журнала TimeOut, «написанный никем иным, как великим Фуллером», этот фильм представляет собой «превосходную смесь триллера о влюблённых в бегах с социальной критикой, которая пропущена через фильм нуар». Картина рассказывает «о трудных, обречённых отношениях между офицером по удо и бывшей заключённой, в которую он влюбляется». По мнению рецензента, «отображение способов, которыми общество отказывается простить преступников за их прошлые прегрешения, не слишком замысловато, однако энергичный журналистский сценарий, стильная и экономичная постановка Сирка, а также лишённые излишней сентиментальности образы придают ему мощи. К сожалению, вызывает жалость надуманный финал, навязанный Сирку студией Columbia, но всё равно фильм смотрится достаточно хорошо», и, возможно, по этой причине известный художник Ричард Хэмилтон написал серию картин по кадрам из фильма с участием Найт.

### Некоторые художественные особенности картины
По словам Ричарда Харланда Смита, эта картина относится к небольшому числу фильмов нуар, таких как «Жизнь даётся один раз» (1937), «Они живут по ночам» (1948), «Препятствие» (1951) и «Без ума от оружия» (1950), которые «полностью посвящены любви», в результате которой они оказываются за рамками общества. Как и в этих фильмах, «стойкие и непреклонные герои „Стойкости“ оказываются бессильными перед лицом опасности, когда находятся в плену своих страстей».
Дэвид Хоган отмечает, что образы персонажей фильма в значительной мере переданы через показ окружающей их обстановки. В частности, для Гриффа, это «аккуратно организованный рабочий кабинет, где всё находится на своём месте, а также опрятный старый дом, где он живёт со слепой матерью». Становится ясно, что это человек, который «избегает неожиданностей, его дом и рабочее место в равной степени предсказуемы».

### Оценка работы сценариста и режиссёра
Многие современные исследователи кино отмечают интересное сотрудничество в этом фильме двух голливудских кинематографистов, которые достигли пика славы в 1950-60-е годы — Сэмюэла Фуллера и Дугласа Сирка. Так, Хэл Эриксон обратил внимание на то, что «сценарий написал знаменитый в будущем режиссёр Сэмюэл Фуллер, который известен своим нелицеприятным реализмом и крутым стилем». Одновременно «эта ранняя картина Сирка содержит некоторое число стилистических приёмов, которые будут отличать его более поздние работы». Зейтц отметил, что «изначальная острая завязка фильма и тема противостояния одержимого одиночки и системы — это чистый Фуллер». С другой стороны, творческий почерк Сирка «выражен в любви к запутавшимся персонажам, в поэтической постановке зеркал, окон и лестниц, и в съёмках с низкой точки, когда окружающее пространство как расслабляет, так и подавляет». По мнению Шварца, «Фуллер придаёт сценарию журналистскую остроту, открыто говоря о том, что после отбытия срока бывший заключённый не получает достойного облегчения и вынужден мириться с тяжелой системой условно-досрочного освобождения». Со своей стороны, «Сирк ищет ответы на вопросы о том, что заставляет людей полюбить друг друга, а когда они теряют рассудок — что является их единственной надеждой на спасение». Как отмечает Шварц, эта «безумная любовь хорошо смотрится благодаря точной визуальной работе Сирка, придающей остроту любой рутинной истории». Особенно привлекательны в его исполнении «великолепные контрастные тона и много интересных кадров с зеркалами».
Отдавая должное работе Фуллера, Беннетт пишет: «Однако, совершенно очевидно, что это фильм Сирка. Последняя треть фильма предлагает взгляд на брак как на своего рода узы вины, а также демонстрирует точность и тщательность, характерную для таких влиятельных холодных и тепличных мелодрам Сирка 1950-х годов, как „Имитация жизни“». Критик далее отмечает, что «подобно многим своим изобретательным и искусным коллегам 1940-х годов, Сирк выжал максимум из скудного бюджета, снимая эпизоды в реальных локациях Лос-Анджелеса, среди них полюбившийся кинематографистам Брэдбери-билдинг и ныне исчезнувший квартал Bunker Hill». Беннетт также отдаёт должное «сверхъестественному кинематографическому чутью Сирка и блестящей операторской работе невоспетого штатного оператора Columbia Чарльза Лоутон-младшего», каждый кадр у которых «до предела заполнен красивыми безделушками, субкадрами и пересекающимися линиями, тонко указывая на моральную вину Гриффа, Дженни, Гарри и в конечном итоге любви как таковой».
Хоган напоминает, что «расцвет голливудской карьеры Сирка был ещё впереди, тем не менее нарастающая лихорадочная нота в игре Уайлда отдалённо напоминает тональность романтических мелодрам, которые Сирк будет ставить несколько лет спустя». По мнению Хогана, в этом фильме «можно увидеть немногое из того, что считается характерным для Сирка, начиная с того, что этот фильм чёрно-белый вместо пышного „Текниколора“. Тем не менее, здесь есть некоторые узнаваемые визуальные мотивы, такие как кадр внутри кадра и отражение происходящего в зеркалах». Как подчёркивал сам Сирк, он «использовал крупные планы и близкие ракурсы, чтобы публика ощущала эмоциональную связь с его красивыми главными героями».
По мнению Смита, поскольку в картине показаны «крайности как в проявлении эмоций, так и в поведении, а также постоянно сгущающихся тучи Судьбы, не удивительно что её режиссёром стал Сирк, хотя нуаровый орнамент в картине может показаться чужеродным для режиссёра таких цветастых слезливых мелодрам», как «Великолепная одержимость» (1954), «Всё, что дозволено небесами» (1955) и «Имитация жизни» (1959). Как далее пишет Смит «несмотря на все свои недостатки, фильм имеет многое из того, на что стоит обратить внимание, в частности, благодаря натурным съёмкам и операторской работе». Натурные съёмки картины велись в центре Лос-Анджелеса и в его окрестностях, в частности, в районе Bunker Hill, который фигурирует также в фильме «Целуй меня насмерть» (1955), и знаменитое здание Брэдбери-билдинг, которое можно увидеть в фильмах «Двойная страховка» (1944) и «Бегущий по лезвию» (1982). По словам Смита, «натурные съёмки придают картине ту свежесть открытого пространства», которой не вполне хватает таким документальным драмам, как «Он бродил по ночам» (1948) и «Обнажённый город» (1948). Фильм соблазнительно снят оператором Чарльзом Льютоном-младшим, известным по картине «Леди из Шанхая» (1947).

### Оценка актёрской игры
По мнению Смита, «хотя Корнел Уайлд и был номинальной звездой этого произведения Columbia Pictures, фильм принадлежит исполнительнице главной женской роли (и в то время — его жене) Патриции Найт». Смит указывает, что «отзывы критики на игру этой платиновой блондинки с ореховыми глазами часто были недобрыми», тем не менее, именно она «вносит бодрящую остроту в этот фильм. Во внешности актрисы сочетается отсутствие глянца и, как выразился Сирк, „угловатая красота“, что отличает её от гламурных обликов Авы Гарднер и Риты Хейворт». Смит также отмечает, что «в то время, как Уайлд играет добродетельного офицера строго по правилам, роковая женщина в исполнении Найт загадочна, своенравна, стремительна и жестока — это как раз тот набор качеств, которой позволяет сбить хорошего парня с правильного пути». Гленн Эриксон также отмечает, что «фильм служит демонстрацией красоты Патриции Найт. Оператор Чарльз Лоутон снимает Найт красивыми крупными планами, которые обычно предназначались для главной звезды Columbia Риты Хейворт».
По мнению Майкла Кини, хотя «Уайлд и Найт убедительны в роли влюблённой пары, в остальном этот увлекательный фильм испорчен неудачным финалом». Как полагает Хоган, «Уайлд был хорошо выбран на роль всегда и во всём аккуратного Гриффа. Хотя его персонаж думает, что он жёсткий, на самом деле его сердце сделано из карамели». Как далее пишет киновед, его партнёршу, «фигуристую блондинку Патрицию Найт нельзя назвать выдающейся актрисой», однако она «придаёт образу Дженни достаточную силу, чтобы цинично манипулировать влюблённым в неё Гриффом». Однако более всего Хоган выделяет «поджарого, красивого Джона Барагрея, который доминирует в каждой своей сцене. Его Гарри по сути более интересен чем Грифф — он естественным образом очарователен, в то время, как Грифф лишь играет эту роль, и он богатый азартный игрок, в то время как Грифф лишь работающий зануда».
Смит также добавляет, что «фильм может гордиться характерными ролями таких знакомых актёров, как Кинг Донован, Энн Мумейкер, Джеймс Флэвин и Эстер Минчотти в роли итальянской мамы Уайлда, которая, хотя и слепа, но определяет характер Найт по одному рукопожатию».